# أندريه فابريني
أندريه فابريني (بالإيطالية: Andrea Fabbrini)‏ (29 نوفمبر 1974 بتورينو في إيطاليا - ) هو لاعب كرة قدم إيطالي في مركز الهجوم. لعب مع نادي برو فيرتشيلي ونادي تورينو ونادي فيتشينزا ونادي كروتوني ونادي مودينا وFC Canavese ‏ وPinerolo FC ‏ وASD Chieri ‏ وAC Cuneo 1905 ‏.